# پدرو لاسکورائین
پدرو لاسکورائین (اسپانیایی: Pedro Lascuráin‎؛ زاده ۸ مه ۱۸۵۶– درگذشته ۲۱ ژوئیه ۱۹۵۲) سیاستمدار مکزیکی بود که در ۱۹ فوریه ۱۹۱۳ به مدت کمتر از یک ساعت به عنوان سی‌وچهارمین رئیس‌جمهور مکزیک فعالیت کرد، که کوتاه‌ترین دوران ریاست‌جمهوری در جهان است. وی پیش از آن دو دوره وزیر امور خارجهٔ مکزیک و شانزده سال هم رئیس یک مدرسهٔ کوچک حقوق در مکزیکو سیتی بود.

## زندگی
لاسکورائین در سال ۱۸۵۶ در مکزیکو سیتی زاده شد. او پسر فرانسیسکو لاسکورائین ایکاسا و آنا پارِدس کورتِـس بود. وی در سال ۱۸۸۰ مدرک حقوقش را از مدرسه ملی حقوق مکزیکو سیتی گرفت. او در ۱۹۱۰ زمانی که فرانسیسکو مادرو کمپینی را علیه انتخاب دوبارهٔ پورفیریو دیاس شروع کرد، شهردار مکزیکو سیتی بود. لاسکورائین حامی مادرو بود و پس از اینکه مادرو به عنوان رئیس‌جمهور و جانشین دیاس انتخاب شد، لاسکورائین دو بار (از ۱۰ آوریل ۱۹۱۲ تا ۴ دسامبر ۱۹۱۲ و از ۱۵ ژانویه ۱۹۱۳ تا ۱۹ فوریه ۱۹۱۳) در کابینه او به عنوان وزیر امور خارجه خدمت کرد. در بین دو دوره او دوباره شهردار مکزیکوسیتی شد.

## ریاست‌جمهوری
در ۹ فوریه ۱۹۱۳ ژنرال ویکتوریانو اوارتا حکومت مادرو را سرنگون کرد.
لاسکورائین یکی از افرادی بود که مادرو را، در حالیکه او را در کاخ ملی زندانی کرده بودند، متقاعد کرد از ریاست‌جمهوری استعفا دهد و مدعی شد که در صورت امتناع از این کار زندگی او به خطر خواهد افتاد.
طبق قانون اساسی ۱۸۵۷ مکزیک، معاون رئیس‌جمهور، دادستان کل، وزیر امور خارجه و وزیر کشور به ترتیب در صف ریاست‌جمهوری قرار داشتند. اوارتا مانند مادرو معاون رئیس‌جمهور و دادستان کل را هم برکنار کرده بود. برای اینکه به کودتا کمی ظاهر قانونی بدهد، او لاسکورائین را که وزیر امور خارجه بود، به عنوان رئیس‌جمهور انتخاب کرد، سپس لاسکورائین او را به عنوان وزیر کشور خودش برگزید. بدین ترتیب نوبت ریاست‌جمهوری اوارتا رسید و لسکوراین استعفا داد.
بدنبال استعفای لاسکورائین، اوارتا رئیس‌جمهور شد. در نتیجه لاسکورائین کمتر از یک ساعت رئیس‌جمهور بود، منابع مختلف این زمان را ۱۵ الی ۵۶ دقیقه ذکر کرده‌اند. دوران ریاست‌جمهوری لاسکورائین کوتاهترین دوران ریاست‌جمهوری در تاریخ است.

## زندگی پس از ریاست‌جمهوری
اوارتا در کابینه‌اش پستی به لاسکورائین پیشنهاد کرد، ولی او از پذیرفتن آن خودداری کرد. لاسکورائین از سیاست کناره‌گیری کرده و دوباره به کار وکالت برگشت. او مدت ۱۶ سال رئیس مدرسه حقوق محافظه‌کار Escuela Libre de Derecho بود و مطالب زیادی را در مورد حقوق تجاری و مدنی منتشر کرد. او در ۲۱ ژوئیه سال ۱۹۵۲ در سن ۹۶ سالگی درگذشت، او هنگام درگذشت از نظر سن دومین پیرترین رئیس‌جمهور سابق مکزیک بود.